# 琴江站
琴江站（：／ Geumgang yeok */?）是位于韩国大邱广域市东区琴江洞的一个铁路车站，属于大邱线。由于客流不足，目前本站无列车停靠。

## 历史
- 2005年11月1日，落成使用。

## 相鄰車站
韓國鐵道公社
大邱線
佳川－琴江－清泉